# Wimbledon-mesterskabet i herredouble 2024
Wimbledon-mesterskabet i herredouble 2024 var den 131. turnering om Wimbledon-mesterskabet i herredouble. Turneringen var en del af Wimbledon-mesterskaberne 2024 og kampene med deltagelse af 64 par blev spillet i All England Lawn Tennis and Croquet Club i London, Storbritannien i perioden 3. - 13. juli 2024.
Mesterskabet blev vundet af Harri Heliövaara og Henry Patten, som i en dramatisk finale besejrede Max Purcell og Jordan Thompson med 6-7(7), 7-6(8), 7-7(11-9) efter to timer og 49 minutters spil. Heliövaara og Patten var undervejs i finalen nede med tre matchbolde, som de alle afværgede: ved stillingerne 6-7 og 7-8 i andet sæts tiebreak samt i egen serv ved stillingen 5-6 i tredje sæt. I tredje sæts match tiebreak kom det finsk-britiske par tilbage fra 6-8 og vandt fem af kampens sidste seks point.
Harri Heliövaara, Henry Patten og Jordan Thompson var i deres første grand slam-finale i herredouble, og de to førstnævnte vandt følgelig deres første grand slam-herredoubletitel. For Heliövaara var det karrierens anden grand slam-titel i alt, da han tidligere havde vundet US Open i mixeddouble i 2023. Heliövaara vandt sin syvende herredoubletitel på ATP Tour-niveau, mens turneringssejren var Pattens tredje, og det var parrets tredje turneringssejr som makkere, efter at de havde indledt deres samarbejde i april 2024. Henry Patten blev den tredje britiske vinder af Wimbledon-mesterskabet i herredouble i den åbne æra, idet kun Jonathan Marray (2012) og Neal Skupski (2023) havde opnået dette, siden mesterskabet blev åbent for professionelle spillere. Til gengæld blev Harri Heliövaara den første finske vinder af titlen nogensinde.
Resultaterne medførte, at de to vindere begge rykkede 25 pladser frem på ATP's verdensrangliste i double: Heliövaara fra nr. 37 til nr. 12, og Patten fra nr. 42 til nr. 17.
Siden Ruslands invasion af Ukraine i begyndelsen af 2022 havde tennissportens styrende organer, WTA, ATP, ITF og de fire grand slam-turneringer, tilladt, at spillere fra Rusland og Hviderusland fortsat kunne deltage i grand slam-turneringer samt turneringer på ATP Tour og WTA Tour, men de kunne ikke stille op under landenes navne eller flag, og spillerne fra de to lande deltog derfor i turneringen under neutralt flag.

## Pengepræmier og ranglistepoint
Den samlede præmiesum til spillerne i herredouble androg £ 2.890.000 (ekskl. per diem), hvilket var en stigning på 11,9 % i forhold til året før.
| Resultat               | Pengepræmier | Pengepræmier | Ændring ift. 2023 | ATP-point |
| Resultat               | Pr. par      | Total        | Ændring ift. 2023 | ATP-point |
| ---------------------- | ------------ | ------------ | ----------------- | --------- |
| Vindere (1)            | £ 650.000    | £ 650.000    | +8,3 %            | 2.000     |
| Finalister (1)         | £ 330.000    | £ 330.000    | +10,0 %           | 1.200     |
| Semifinalister (2)     | £ 167.000    | £ 334.000    | +11,3 %           | 720       |
| Kvartfinalister (4)    | £ 84.000     | £ 336.000    | +12,0 %           | 360       |
| Tabere i 3. runde (8)  | £ 42.000     | £ 336.000    | +15,9 %           | 180       |
| Tabere i 2. runde (16) | £ 25.000     | £ 400.000    | +13,6 %           | 90        |
| Tabere i 1. runde (32) | £ 15.750     | £ 504.000    | +14,5 %           | 0         |
| Samlet præmiesum       | -            | £ 2.890.000  | +11,9 %           | -         |

## Turnering

### Deltagere
Turneringen havde deltagelse af 64 par, der var fordelt på:
- 57 direkte kvalificerede par i form af deres ranglisteplacering i double.
- 7 par, der havde modtaget et wildcard (markeret med WC).

#### Seedede spillere
De 16 bedst placerede af de deltagende par på ATP's verdensrangliste pr. 24. juni 2024 blev seedet:
| Seedning | Rang. | Spillere                                 | Resultat        |
| -------- | ----- | ---------------------------------------- | --------------- |
| 1        | 4     | Marcel Granollers Horacio Zeballos       | Semifinalister  |
| 2        | 5     | Rohan Bopanna Matthew Ebden              | Anden runde     |
| 3        | 11    | Rajeev Ram Joe Salisbury                 | Anden runde     |
| 4        | 16    | Marcelo Arévalo Mate Pavić               | Kvartfinalister |
| 5        | 21    | Simone Bolelli Andrea Vavassori          | Første runde    |
| 6        | 26    | Santiago González Édouard Roger-Vasselin | Anden runde     |
| 7        | 29    | Wesley Koolhof Nikola Mektić             | Anden runde     |
| 8        | 30    | Kevin Krawietz Tim Pütz                  | Kvartfinalister |
| 9        | 34    | Neal Skupski Michael Venus               | Semifinalister  |
| 10       | 36    | Ivan Dodig Austin Krajicek               | Første runde    |
| 11       | 38    | Máximo González Andrés Molteni           | Kvartfinalister |
| 12       | 46    | Nathaniel Lammons Jackson Withrow        | Tredje runde    |
| 13       | 55    | Hugo Nys Jan Zieliński                   | Første runde    |
| 14       | 58    | Sander Gillé Joran Vliegen               | Anden runde     |
| 15       | 63    | Max Purcell Jordan Thompson              | Finalister      |
| 16       | 67    | Sadio Doumbia Fabien Reboul              | Tredje runde    |

#### Wildcards
Syv par modtog et wildcard til turneringen.
| Spillere                             | Resultat     |
| ------------------------------------ | ------------ |
| Liam Broady Billy Harris             | Første runde |
| Charles Broom Arthur Fery            | Tredje runde |
| Jay Clarke Marcus Willis             | Første runde |
| Oliver Crawford Kyle Edmund          | Første runde |
| Daniel Evans Henry Searle            | Første runde |
| Jacob Fearnley Jack Pinnington Jones | Første runde |
| Andy Murray Jamie Murray             | Første runde |

### Resultater

#### Kvartfinaler, semifinaler og finale
| Marcel Granollers |
| Horacio Zeballos  |

| Kevin Krawietz |
| Tim Pütz       |

| Marcel Granollers |
| Horacio Zeballos  |

| Max Purcell     |
| Jordan Thompson |

| Max Purcell     |
| Jordan Thompson |

| Máximo González |
| Andrés Molteni  |

| Max Purcell     |
| Jordan Thompson |

| Harri Heliövaara |
| Henry Patten     |

| Harri Heliövaara |
| Henry Patten     |

| Marcelo Arévalo |
| Mate Pavić      |

| Harri Heliövaara |
| Henry Patten     |

| Neal Skupski  |
| Michael Venus |

| Neal Skupski  |
| Michael Venus |

| Constantin Frantzen |
| Hendrik Jebens      |

#### Første, anden og tredje runde
| Marcel Granollers |
| Horacio Zeballos  |

| Thiago Monteiro     |
| Thiago Seyboth Wild |

| Marcel Granollers |
| Horacio Zeballos  |

| Nicolas Mahut    |
| Skander Mansouri |

| Nicolas Mahut    |
| Skander Mansouri |

| Reese Stalder    |
| Aleksandar Vukic |

| Marcel Granollers |
| Horacio Zeballos  |

| Sebastian Ofner |
| Sam Weissborn   |

| Sebastián Báez |
| Dustin Brown   |

| Diego Hidalgo    |
| Alejandro Tabilo |

| Sebastian Ofner |
| Sam Weissborn   |

| Sebastián Báez |
| Dustin Brown   |

| Sebastián Báez |
| Dustin Brown   |

| Hugo Nys      |
| Jan Zieliński |

| Nathaniel Lammons |
| Jackson Withrow   |

| Marcos Giron   |
| Alex Michelsen |

| Nathaniel Lammons |
| Jackson Withrow   |

| Mackenzie McDonald |
| Ben Shelton        |

| Mackenzie McDonald |
| Ben Shelton        |

| Flavio Cobolli |
| Lorenzo Sonego |

| Nathaniel Lammons |
| Jackson Withrow   |

| Aleksandr Bublik     |
| Aleksandr Sjevtjenko |

| Kevin Krawietz |
| Tim Pütz       |

| Yuki Bhambri    |
| Albano Olivetti |

| Yuki Bhambri    |
| Albano Olivetti |

| Luciano Darderi  |
| Fernando Romboli |

| Kevin Krawietz |
| Tim Pütz       |

| Kevin Krawietz |
| Tim Pütz       |

| Rajeev Ram    |
| Joe Salisbury |

| William Blumberg |
| Casper Ruud      |

| Rajeev Ram    |
| Joe Salisbury |

| Victor Cornea   |
| Fábián Marozsán |

| Andreas Mies       |
| John-Patrick Smith |

| Andreas Mies       |
| John-Patrick Smith |

| Andreas Mies       |
| John-Patrick Smith |

| Fabrice Martin   |
| Matwé Middelkoop |

| Max Purcell     |
| Jordan Thompson |

| Tallon Griekspoor |
| Bart Stevens      |

| Fabrice Martin   |
| Matwé Middelkoop |

| Jay Clarke    |
| Marcus Willis |

| Max Purcell     |
| Jordan Thompson |

| Max Purcell     |
| Jordan Thompson |

| Máximo González |
| Andrés Molteni  |

| Petros Tsitsipas   |
| Stefanos Tsitsipas |

| Máximo González |
| Andrés Molteni  |

| Tomáš Macháč  |
| Zhang Zhizhen |

| Tomáš Macháč  |
| Zhang Zhizhen |

| Ariel Behar   |
| Adam Pavlásek |

| Máximo González |
| Andrés Molteni  |

| Nuno Borges        |
| Arthur Rinderknech |

| Charles Broom |
| Arthur Fery   |

| Charles Broom |
| Arthur Fery   |

| Charles Broom |
| Arthur Fery   |

| Federico Coria |
| Mariano Navone |

| Wesley Koolhof |
| Nikola Mektić  |

| Wesley Koolhof |
| Nikola Mektić  |

| Simone Bolelli   |
| Andrea Vavassori |

| Harri Heliövaara |
| Henry Patten     |

| Harri Heliövaara |
| Henry Patten     |

| Pedro Martínez |
| Jaume Munar    |

| Pedro Martínez |
| Jaume Munar    |

| Dušan Lajović |
| Sumit Nagal   |

| Harri Heliövaara |
| Henry Patten     |

| Jacob Fearnley        |
| Jack Pinnington Jones |

| Rafael Matos |
| Marcelo Melo |

| Rafael Matos |
| Marcelo Melo |

| Rafael Matos |
| Marcelo Melo |

| Nicolás Barrientos |
| Francisco Cabral   |

| Nicolás Barrientos |
| Francisco Cabral   |

| Ivan Dodig      |
| Austin Krajicek |

| Sadio Doumbia |
| Fabien Reboul |

| Oliver Crawford |
| Kyle Edmund     |

| Sadio Doumbia |
| Fabien Reboul |

| Julian Cash     |
| Robert Galloway |

| Julian Cash     |
| Robert Galloway |

| Théo Arribagé  |
| Marcus Daniell |

| Sadio Doumbia |
| Fabien Reboul |

| Romain Arneodo |
| Sam Verbeek    |

| Marcelo Arévalo |
| Mate Pavić      |

| Gonzalo Escobar      |
| Aleksandr Nedovjesov |

| Romain Arneodo |
| Sam Verbeek    |

| Sriram Balaji |
| Luke Johnson  |

| Marcelo Arévalo |
| Mate Pavić      |

| Marcelo Arévalo |
| Mate Pavić      |

| Santiago González      |
| Édouard Roger-Vasselin |

| Daniel Evans |
| Henry Searle |

| Santiago González      |
| Édouard Roger-Vasselin |

| Christopher Eubanks |
| Evan King           |

| Christopher Eubanks |
| Evan King           |

| Liam Broady  |
| Billy Harris |

| Christopher Eubanks |
| Evan King           |

| Rinky Hijikata |
| John Peers     |

| Neal Skupski  |
| Michael Venus |

| Andy Murray  |
| Jamie Murray |

| Rinky Hijikata |
| John Peers     |

| Alexander Erler |
| Lucas Miedler   |

| Neal Skupski  |
| Michael Venus |

| Neal Skupski  |
| Michael Venus |

| Sander Gillé  |
| Joran Vliegen |

| Facundo Díaz Acosta |
| Alexandra Müller    |

| Sander Gillé  |
| Joran Vliegen |

| Guido Andreozzi        |
| Miguel Á. Reyes-Varela |

| Lloyd Glasspool   |
| Jean-Julien Rojer |

| Lloyd Glasspool   |
| Jean-Julien Rojer |

| Lloyd Glasspool   |
| Jean-Julien Rojer |

| Constantin Frantzen |
| Hendrik Jebens      |

| Constantin Frantzen |
| Hendrik Jebens      |

| Pavel Kotov        |
| Cristian Rodríguez |

| Constantin Frantzen |
| Hendrik Jebens      |

| Sander Arends |
| Robin Haase   |

| Rohan Bopanna |
| Matthew Ebden |

| Rohan Bopanna |
| Matthew Ebden |